# Zdzisław Henneberg
Zdzisław Henneberg (11 de maig de 1911 – 12 d'abril de 1941) va ser un pilot de caça polonès que volà amb la Royal Air Force durant la batalla d'Anglaterra, i aconseguí ser un as de l'aviació de la Segona Guerra Mundial.

## Biografia
Henneberg va néixer l'11 de maig de 1911 a Varsòvia. Es graduà com a membre de la 8a promoció de la Força Aèria Polonesa i durant la preguerra era instructor de vol a l'escola avançada d'entrenament de vol. Poc abans de la invasió alemanya de Polònia, quan estava destinat a Deblin, va presentar-se voluntari per volar en combat i, després de la invasió soviètica va ser evacuat a Romania i d'allà a França, on va ser entrenat per volar amb Morane-Saulnier M.S.406.

### Batalla de França
Durant la invasió alemanya de França, Henneberg va ser posat al comandament dels grups de caça MB.152. Va ser destinat a Chateauroux fins que aquest va ser abandonat pel seu personal francès el 17 de juny, moment en què decidir marxar a Anglaterra, arribant-hi via Bordeus amb 3 pilots més (va ser l'única evacuació des de França a Anglaterra en avió).

### Batalla d'Anglaterra
El 2 d'agost de 1940 Henneverg esdevingué pilot del 303è Esquadró Polonès de Caces, a les ordres del Cap d'Esquadró Kellett. Durant la seva primera missió operativa, el 31 d'agost, va ser abatut sobre terra britànic. El 2 de setembre reclamà haver malmès un avió enemic; i cinc dies després aconseguí dues victòries sobre Essex, un Bf 109 cert i un altre probable. El 15 de setembre de 1940 (que seria conegut com el Dia de la Batalla d'Anglaterra), Henneberg va ser atacat per diversos Bf 109s, aconseguint defensar-se i destruint un Do 17.
Henneberg temporalment prengué el comandament del 303è Esquadró Polonès de Caces de Witold Urbanowicz el 21 de setembre. El 27 de setembre va aconseguir una nova victòria, un Bf 109, i el 5 d'octubre va abatre un Bf 110 del 210 ErprobunsGruppe.
En una cerimònia realitzada el 15 de desembre va rebre la Creu dels Vols Distingits per valentia i 8 victòries aconseguides a la batalla d'Anglaterra pel llavors cap del Comandament de Caces de la RAF Mariscal en Cap de l'Aire Sholto Douglas.

### Mort
Henneberg va tornar temporalment el comandament del 303 Esquadró a Adam Kowalczyk el 7 de novembre, abans de rebre'l permanentment el 20 de febrer de 1941.
El 12 d'abril de 1941 Henneberg comandà sis Supermarine Spitfires en un atac contra els aeròdroms a Le Touquet i Crecy. Durant l'atac el seu avió resultà danyat pel foc antiaeri. Aconseguí treure el seu avió de la França ocupada, però va enfonsar-se al Canal de la Mànega a aproximadament 20 milles de Dungeness. Zbigniew Kustrzyński, que també participava en la missió, va veure a Henneberg a l'aigua i informà de la posició, però després de dos dies de recerca no se'l va trobar, i no s'aconseguí recuperar el seu cos.
El seu nom apareix al  Monument de la Batalla d'Anglaterra de Londres, al Memorial Polonès als Aviadors a Varsòvia i al Memorial Polonès de la Guerra prop de RAF Northolt.

## Condecoracions
Creu de Plata de la Virtuti Militari
 Creu al Mèrit amb 3 barres
 Creu dels Vols Distingits (Regne Unit)
 Creu de Guerra 1939-1945